# Newport Gwent Dragons
Newport Gwent Dragons és un equip professional de rugbi a 15 gal·lès, amb base al comtat de Gwent, que participa en la Magners League. El club disputa els seus partits a la ciutat de Newport, a l'estadi Rodney Parade.

## Jugadors emblemàtics
- Tom Willis